# Jan Klemens Branicki
Jan Klemens Branicki (1689 — 1771) foi um rico szlachta, (nobre polaco, hetman de campo da República das Duas Nações entre 1735 e 1752, grão-hetman entre 1752 e 1771.